# Hollywood contra Franco
Hollywood contra Franco es una película documental que profundiza en el impacto que la guerra civil española y el franquismo tuvieron en el cine estadounidense de la época. Toma como hilo conductor la historia del guionista neoyorquino Alvah Bessie, que luchó en España durante la guerra civil con las Brigadas Internacionales y sufrió posteriormente el ostracismo por su compromiso en favor de la España republicana, siendo incluido en las listas negras de la industria cinematográfica.
Se recorren algunos de los clásicos del cine de la época que trataron o hicieron aparecer en su argumento el tema de la guerra de España. El compromiso personal y el compromiso de la obra artística aparecen como elementos cruciales.
La película está producida por la Televisión de Cataluña y por la productora Àrea de Televisió. En 2009 fue nominada en los Premios Gaudí como mejor documental. Para su elaboración tuvo el apoyo del Instituto Catalán de las Empresas Culturales (ICEC) y el Instituto de la Cinematografía y de las Artes Audiovisuales (ICAA).

## Nominaciones y premios[5]
- Segundo premio "Tiempo de Historia" 2008 en la Semana Internacional de Cine de Valladolid.
- Mejor Documental 2009 en el Festival Internacional de Cine y Video Independiente de Nueva York.
- Mejor Documental 2009 en Som Cinema. Mostra de Cinema i Audiovisual Català.
- Premi Gaudí al Mejor Documental 2009 por la Academia de Cinema Català.
- Seleccionado como Documentaries du Monde en el Festival de Films du Monde de Montreal 2009
- Selección Oficial Festival Internacional de Cine de Mar de Plata 2009

## Reparto[6]
- Lluís Soler y Brendan Price como Alvah Bessie.
- Alvah Bessie como él mismo.
- Moe Fishman como él mismo, miembro de la brigada de Abraham Lincoln.
- Susan Sarandon como ella misma.
- Román Gubern como él mismo, un director.
- Dan Bessie como él mismo, el hijo de Alvah Bessie.
- Walter Bernstein como él mismo.
- Arthur Laurents como él mismo.
- Patrick McGilligan como él mismo, autor de Tender Comrades.
- Eric Johnston como él mismo.
- James Philips.
- Lauren Bacall como ella misma y Rose Cullen.
- Ingrid Bergman como María.
- Herbert J. Biberman como él mismo.
- Humphrey Bogart como Rick Blaine y él mismo.
- Charles Boyer como Luis Denard.
- Joseph I. Breen como él mismo.
- Madeleine Carroll como Norma.
- Claudette Colbert como Augusta Nash.
- Lester Cole como él mismo.
- Gary Cooper como Robert Jordan.
- Bette Davis como Sara Muller.
- Edward Dmytryk como él mismo.
- Dwight D. Eisenhower como él mismo.
- Henry Fonda como Marco.
- Francisco Franco como él mismo.
- John Garfield como John Kit McKittrick y él mismo.
- Murray Hamilton como Brooks Carpenter.
- Ernest Hemingway como él mismo.
- Hirohito como él mismo.
- Adolf Hitler como él mismo.
- Danny Kaye como él mismo.
- Ring Lardner, Jr. como él mismo.
- John Howard Lawson como él mismo.
- Michael Lonsdale como el reportero.
- Albert Maltz como él mismo.
- Christian Marquand como Zaganar.
- Ray Milland como Tom Martin.
- Zero Mostel como Hecky Brown.
- Michael Murphy como Alfred Miller.
- Benito Mussolini como él mismo.
- Patrick O'Neal como George Bissinger.
- Samuel Ornitz como él mismo.
- Gregory Peck como Harry Street y Manuel Artiguez.
- Anthony Quinn como Viñolas.
- Claude Rains como el capitán Louis Renault.
- Franklin D. Roosevelt como él mismo.
- Adrian Scott como él mismo.
- José Stalin como él mismo.
- Mark Stevens como Dr. David Foster.
- Barbra Streisand como Katie.
- Dalton Trumbo como él mismo.
- Manuela Vargas como María.
- James Woods como Frankie McVeigh.